# Lucas Leppert
Lucas Leppert (* 28. Mai 1997) ist ein ehemaliger deutscher Jugenddarsteller.
Als Thomas (Tommy) Kluge gehörte von der 13. Staffel 2009 bis zur 18. Staffel 2015 als Hauptdarsteller zur elften Schülergeneration der Fernsehserie Schloss Einstein. Später hatte er noch zwei Gastauftritte innerhalb der Serie, trat außerhalb davon im Fernsehen als Schauspieler aber nicht weiter in Erscheinung.
In dieser Zeit besuchte er das Humboldt-Gymnasium Weimar und machte dort 2016 sein Abitur.